# Gamma
Das Gamma (griechisches Neutrum γάμμα, Majuskel Γ, Minuskel γ) ist der 3. Buchstabe des griechischen Alphabets und hat nach dem milesischen System den Zahlwert 3.

## Verwendung
- In der Physik:
  - ist γ das Symbol des Photons. In einem engeren Sinn bezeichnet es in der Technik auch nur die Photonen sehr hoher Energie (Gammastrahlen).
  - bezeichnet γ den Lorentzfaktor.
  - wird γ auch als Symbol des gyromagnetischen Verhältnis verwendet.
  - Seltener wird γ auch als Zeichen für die Gravitationskonstante verwendet.
  - In der Quantenfeldtheorie werden die Dirac-Matrizen mit γ bezeichnet.
  - Als Formelzeichen für die Wichte, dem Verhältnis von Gewichtskraft zu Volumen eines physikalischen Körpers.
  - In der Festkörperphysik bezeichnet γ und Γ den Grüneisenparameter
  - In der Hochenergiephysik bezeichnet Γ die Zerfallsbreite
  - In der Thermodynamik bezeichnet γ oftmals den Adiabatenexponenten
  - In der Geophysik bezeichnet Γ den geothermischen Gradienten.

- In der Mathematik:
  - bezeichnet γ die Euler-Mascheroni-Konstante.
  - Die Γ-Funktion bezeichnet eine Funktion, die als eine Erweiterung der Fakultätsfunktion auf die komplexe Zahlenebene aufgefasst werden kann. Für alle natürlichen Zahlen {\displaystyle n\in \mathbb {N} } besteht dabei der folgende Zusammenhang: {\displaystyle \Gamma (n+1)=n!}
  - In der Differentialgeometrie bezeichnet Γ die Christoffelsymbole.
  - In der Wahrscheinlichkeitstheorie bezeichnet die Gammaverteilung eine Verteilungsfunktion.
  - In der Statistik ist Gamma (Symbol: {\displaystyle \gamma }) ein Maß der ordinalen Assoziation, das wie {\displaystyle \tau _{a}}, {\displaystyle \tau _{b}} oder {\displaystyle \tau _{c}} (Tau a, Tau b, Tau c) auf dem Paarkonzept basiert.

- In der Informatik:
  - Bei der Abbildung von Bildern mittels elektronischen Geräten oder in der Bildbearbeitung eine Kurzbezeichnung für die Gammakorrektur. Es handelt sich um die Anpassung oder Korrektur des Verlaufs der Graustufenwerte (also der mittleren Werte) zwischen 100 % Schwarz und 100 % Weiß. Oder auch: Korrektur und Anpassung des Verlaufs der mittleren Farbhelligkeit, Farbwerte oder Abstufungen (an die Sehempfindlichkeit des Auges).
  - In der Nachrichtentechnik bezeichnet Γ das SNR-Gap, welches die Differenz zwischen theoretischer und erreichbarer Kanalkapazität modelliert.
  - Das Symbol für das Bandalphabet einer Turingmaschine

- Als Einheit:
  - Gamma (Einheitenzeichen γ) ist eine seit 1970 veraltete Einheit der magnetischen Flussdichte.
  - γ wurde bis Anfang des 20. Jahrhunderts synonym für Mikrogramm verwendet. Heute wird es zuweilen in der Medizin, besonders in der Anästhesie und Intensivmedizin als alternative Bezeichnung für ein Mikrogramm pro Kilogramm Körpergewicht pro Minute benutzt, insbesondere bei der Dosierung von Katecholaminen.

- In der Musikwissenschaft:
  - Gamma-Schlüssel, ein Notenschlüssel, der in alter Musik für Tasteninstrumente verwendet worden ist.
  - Bezeichnung für den Ton der ganzen Saite eines Monochords (siehe Guido von Arezzo).
  - In der Musik des Mittelalters der tiefst singbare Ton unter dem A. Tonleiter: Γ, A, B, C usw.

- Mit Bezug zu Sprachwissenschaften:
  - Für die Transliteration eines Schriftzeichens der mongolischen Schrift verwendeter Buchstabe.
  - Im Internationalen Phonetischen Alphabet ist das Minuskel-Gamma ɣ das Zeichen für den stimmhaften velaren Frikativ

- Weitere Verwendung:
  - In der Astronomie kennzeichnet der Gamma-Wert einer Sonnenfinsternis wie zentral der Mondschatten die Erde trifft.
  - Im Bauwesen bezeichnet γ oftmals einen Teilsicherheitsbeiwert.
  - In der Pflanzenphysiologie bezeichnet Γ den CO2-Kompensationspunkt
  - In der Optionstheorie bezeichnet Γ die zweite Ableitung des Optionspreises nach dem Kurs des Basiswertes.

- In der Popkultur:
  - Gamma Ray, Musikstück von Birth Control
  - Professor Gamma aus Micky Maus